# Resolució 1127 del Consell de Seguretat de les Nacions Unides
La Resolució 1127 del Consell de Seguretat de les Nacions Unides, adoptada per unanimitat el 28 d'agost de 1997 després de reafirmar la resolució 696 (1991) i totes les resolucions posteriors sobre Angola, el Consell, en virtut del Capítol VII de la Carta de les Nacions Unides, va imposar sancions a UNITA després de la manca de compliment de l'aplicació dels acords de pau després de la Guerra Civil angolesa.
El Consell de Seguretat va recordar que actuaria contra UNITA si no complia les obligacions que li incumbeixen pels acords de pau, el Protocol de Lusaka i les resolucions pertinents del Consell de Seguretat, en particular la resolució 1118 (1997). Va exigir que UNITA i el Govern d'Angola completessin immediatament els aspectes restants del procés de pau i s'abstinguessin d'accions que augmentessin la tensió. UNITA també va ser obligada a desmilitaritzar les seves tropes, completar la transformació de la seva emissora de ràdio Vorgan en una estació de difusió no política i ampliar l'autoritat de l'estat a les àrees controlades per ells. També va haver de corregir immediatament i completar la informació sobre la força de les seves forces i proporcionar la informació a la Comissió Mixta.
Actuant sota el capítol VII, es va demanar a tots els països que adoptessin les següents mesures:
(a) Impedir que els oficials d'UNITA i les seves famílies immediates entren al seu territori, excepte en ocasions necessàries per al funcionament del Govern d'Unitat i Reconciliació Nacional, l'Assemblea Nacional d'Angola o la Comissió Mixta;
(b) cancel·lar tots els documents de viatge, visats i permisos de residència als oficials d'UNITA i les seves famílies immediates;
(c) tancar totes les oficines d'UNITA als seus territoris;
(d) prohibir als volts aterrar, sortir o sobrevolar llur territori;
(e) prohibir el subministrament a les aeronaus;
(f) prohibir la provisió d'assegurances a aeronaus angoleses, amb excepcions esmentades a la Resolució 864 (1993).
Les mesures tampoc no serien aplicables en casos d'urgències mèdiques o de vols que portin ajuda humanitària. Es va instar a tots els països que impedissin viatjar les delegacions oficials a la seu d'UNITA, excepte en casos humanitaris o per promoure el procés de pau. Les sancions de viatge entraran en vigor a partir del 30 de setembre de 1997, tret que es s'observi que UNITA estava començant a complir.
Es va demanar al Secretari General Kofi Annan que informe al Consell abans del 20 d'octubre de 1997 i cada 90 dies sobre el compliment d'UNITA amb les resolucions del Consell de Seguretat i els acords de pau. Si no hi havia conformitat, la resolució assenyalava que es considerarien restriccions financeres i comercials addicionals.
El Consell va exigir a més que Angola i UNITA continuïn cooperant amb la Missió d'Observadors de les Nacions Unides a Angola (MONUA) i deixin de restringir les seves activitats per establir mines terrestres. Va donar suport a la recomanació del secretari general per la suspensió de les unitats militars de les Nacions Unides fins a finals d'octubre de 1997. Finalment, es va pensar que una reunió de la cimera entre el president d'Angola, José Eduardo dos Santos i el líder d'UNITA Jonas Savimbi podrien reduir la tensió.